# Gustaf Bengtsson
Se även Gustaf Bengtsson (kompositör) (1886-1965).
Anders Gustaf Bengtsson ("Film-Bengt"), född 26 september 1878 i Borås, död 20 december 1951 i Göteborg, var en svensk skådespelare, regissör, inspicient, fotograf och biografmaskinist.
Bengtsson började arbeta i filmbranschen 1904. Som fotograf var han 1912-1914 anställd vid Svenska Bio, 1915-1919 vid Hasselblads i Göteborg, 1918 vid Skandia och från 1919 vid Palladiumbolaget i Göteborg.
Som skådespelare var Bengtson aktiv mellan 1912 och 1918. Han medverkade i totalt fjorton filmer. Efter skådespelarkarriären var han verksam som fotograf och regissör.

## Filmografi

### Elektriker
- 1917 – Förstadsprästen
- 1918 – Storstadsfaror
- 1918 – Nobelpristagaren
- 1919 – Hemsöborna

### Fotograf
- 1922 – En minnesdag i Göteborgs sjöfartshistoria
- 1928 – Kring blånande Medelhav
- 1930 – Regattadagar
- 1934 – Det gamla Majorna
- 1939 – HSB i ord och bild

### Inspicient
- 1918 – Mästerkatten i stövlar

### Regissör
- 1928 – Kring blånande Medelhav
- 1934 – Det gamla Majorna

### Roller
- 1912 – Laban Petterkvist tränar till Olympiska spelen
- 1912 – Dödsritten under cirkuskupolen
- 1912 – Agaton och Fina
- 1915 – I kronans kläder
- 1916 – Mysteriet natten till den 25:e
- 1916 – Bengts nya kärlek eller Var är barnet?
- 1916 – Svärmor på vift eller Förbjudna vägar
- 1916 – Fången på Karlstens fästning
- 1916 – Trägen vinner eller Calle som skådespelare
- 1916 – Calle som miljonär
- 1916 – Calles nya kläder
- 1916 – Högsta vinsten
- 1917 – I mörkrets bojor
- 1918 – Mästerkatten i stövlar

### Fotnoter
1. 1 2 3 4 5  Sveriges dödbok 1860–2017, sjunde utgåvan, Sveriges Släktforskarförbund, november 2018.[källa från Wikidata]
2. 1 2 3 4  ”Gustaf Bengtsson”. Gustaf Bengtsson. http://sfi.se/sv/svensk-filmdatabas/Item/?type=PERSON&itemid=57519&ref=%2ftemplates%2fSwedishFilmSearchResult.aspx%3fid%3d1225%26epslanguage%3dsv%26searchword%3dGustaf+Bengtsson%26type%3dPerson%26match%3dBegin%26page%3d1%26prom%3dFalse. Läst 30 september 2012.
3. ↑  ”Gustaf Bengtson”. IMDb.com. http://www.imdb.com/name/nm0071086/. Läst 30 september 2012.